# Zhuangologia
Zhuangologia (em chinês:  壮学, transl. Zhuàngxué) é o estudo acadêmico das línguas, textos, história e culturas da Zhuang. Zhuangologia também pode ser conhecida como estudos de zhuang, apesar de estudiosos e administradores universitários apenas às vezes terem interpretações parcialmente sobrepostas destes termos.

## Visão geral
A zhuangologia se sobrepõe com muitas outras áreas de estudo, aplicando as técnicas destas ao caso da Zhuang. Elas incluem antropologia cultural ou social, estudos culturais, linguística histórica, filologia, crítica textual, história literária, história, filosofia e o estudo das religiões da minoria étnica. Sabe-se, porém, que este campo específico de estudo têm incorporado teorias e metodologias que a colocam numa posição especial no campo das ciências humanas, o que tem feito com que sua especificidade se mantenha.
Zhuangologia tipicamente não iria incluir o estudo da economia, governo ou política contemporâneos da Zhuang, exceto nos casos em que estes expressam questões que estão profundamente arraiguados na história daquela região. Ela pode incluir o estudo das ciências, artes, arquitetura, agricultura sobre Zhuang. Assim, a zhuangologia é a busca intelectual de tudo aquilo que for o zhuang, com um foco na interpretação do passado e seus resultados no presente.

## Lista de zhuangólogos
A seguir está uma lista de proeminentes zhuangólogos academicamente qualificados.

### Falecidos
- Huang Xianfan (黄现璠/黃現璠, 1899-1982，ele é considerado como o "pai" da Zhuangologia)[3]
- Huang Zengqing (黄增庆/黃增慶, 1918-1995)
- Su Guanchang (粟冠昌, 1923- 2007)
- Lan Hongen (蓝鸿恩/藍鴻恩, 1924-1995)
- Li Ganfen (李干芬/李乾芬, 1930 - ？)
- Qin Naichang (覃乃昌, 1947-2010)

### Vivos
- Ban Xiouwen (班秀文, 1920)
- Zhang Yiming (张一民/張一民, 1923)
- Ou Yang Ruoxiou (欧阳若修/歐陽若修,1928)
- Li Guozhu (黎国轴/黎國軸，1933)
- Zhou Zuoqiou (周作秋, 1934)
- Huang Shaoqing (黄绍清/黃紹清,1934)
- Wei Qilin (韦其麟, 1935)
- Qin Guosheng (覃国生/覃國生, 1937)
- Liang Tingwang (梁庭望, 1937)
- Pan Qixu (潘其旭, 1938)
- Fan Ximu (范西姆, 1939)
- Huang Hanru (黄汉儒/黃漢儒, 1943)
- Qin Cailuan (覃彩銮/覃彩鑾, 1950)
- Qin Shengmin (覃圣敏/覃聖敏, 1950)
- Yu Shijie (玉时阶/玉時階, 1950)
- Zheng Chaoxiong (郑超雄/鄭超雄, 1951)
- He Longqun (何龙群/何龍群,1954)
- Huang Guiqiu (黄桂秋, 1957)
- Huang Zhennan（黄振南,1957)
- Liao Mingjun (廖明君, 1961)
- Huang Dongling (黄冬玲/黃冬玲, 1962)
- Wei Suwen (韦苏文/韋蘇文, 1963)
- Qin Deqing (覃德清, 1963)
- Yang Shuzhe (杨树喆/楊樹喆, 1963)
- Huang Xingqiu (黄兴球/黃興球, 1964)
- Li Fuqiang (李富强/李富強, 1965)
- Meng Yuanyao (蒙元耀)
- Wei Shunli (韦顺莉/韋順莉, 1969)
- Jin Li (金丽/金麗)
- Wei Danfen (韦丹芳/韋丹芳, 1979)[4]
- Jeffrey Barlow(Estados Unidos)[5]
- David Leopold(Austrália)[6]
- Thiketa Sikeyuki(Japão, 塚田 誠之,1952)[7]